# فرانك غيليت
فرانك غيليت (بالإنجليزية: Frank Gillette)‏ هو فنان أمريكي، ولد في 1941 في جيرسي سيتي في الولايات المتحدة.

## وصلات خارجية
- الموقع الرسمي